# Henryk Burzec
Henryk Burzec (ur. 21 lutego 1919 w Międzyrzecu Podlaskim, zm. 31 października 2005 w Zakopanem) – polski rzeźbiarz.

## Życiorys
Naukę rozpoczął w szkole stolarskiej w Brześciu nad Bugiem. W 1936 wyjechał do Zakopanego, by uczyć się w Szkole Przemysłu Drzewnego. Szkołę ukończył w 1939 roku. Po wojnie podjął studia w Akademii Sztuk Pięknych w Krakowie, w pracowni rzeźby Xawerego Dunikowskiego. Podczas studiów współpracował z Dunikowskim przy głowach wawelskich czy przy powstawaniu Pomnika Powstańców Śląskich na Górze Św. Anny. 
Po ukończeniu studiów pracował jako nauczyciel w Rydułtowach. W 1954 r. zamieszkał w Zakopanem. 
Przez rok pracował w liceum plastycznym. W latach 1987–2005 prowadził w swoim domu (dawna pracownia Teodora Axentowicza) autorską galerię, gdzie zgromadził kilkadziesiąt swoich prac. 
Miał córkę Ludmiłę. Pochowany na Nowym Cmentarzu przy ulicy Nowotarskiej w Zakopanem (kw. K4-5-6).

## Twórczość
- sztuka sakralna – rzeźby w kościołach w Krynicy, Ruptawie, Leszczynach i Międzybrodziu Żywieckim, całość wnętrz kościołów (projekt i wykonanie) w Mrzeżynie, Knurowie i Brzęczkowicach
- rzeźby plenerowe w Mielcu, Ochotnicy, Łodzi
- pomnik upamiętniający pacyfikację Ochotnicy Górnej w Ochotnicy Dolnej (1964)
- rzeźby plenerowe w Zakopanem: „Baca” (przed hotelem „Gazda”), „Orbity” (przed Urzędem Miejskim)
- pomnik nagrobny Andrzeja i Olgi Małkowskich na Nowym Cmentarzu w Zakopanem[2] (odsłonięty w 1981)

## Wystawy indywidualne
- BWA, Zakopane (1963)
- ZDK, Mielec (1967)
- BWA, Zakopane (1976)
- TPPR, Zakopane (1977)
- BWA, Mielec (1977)
- BWA, Rzeszów (1977)
- BWA, Białystok (1979)
- Zachęta, Warszawa (1980)
- Ośrodek Propagandy Sztuki, Łódź (1980)
- PSP, Zakopane (1984)
- Stołeczny Klub Garnizonowy nr 2, Warszawa (1984)
- Galeria „Dawna Synagoga”, Nowy Sącz (1985)
- Sale Zamku Kazimierzowskiego, Sandomierz (1998)

## Galeria

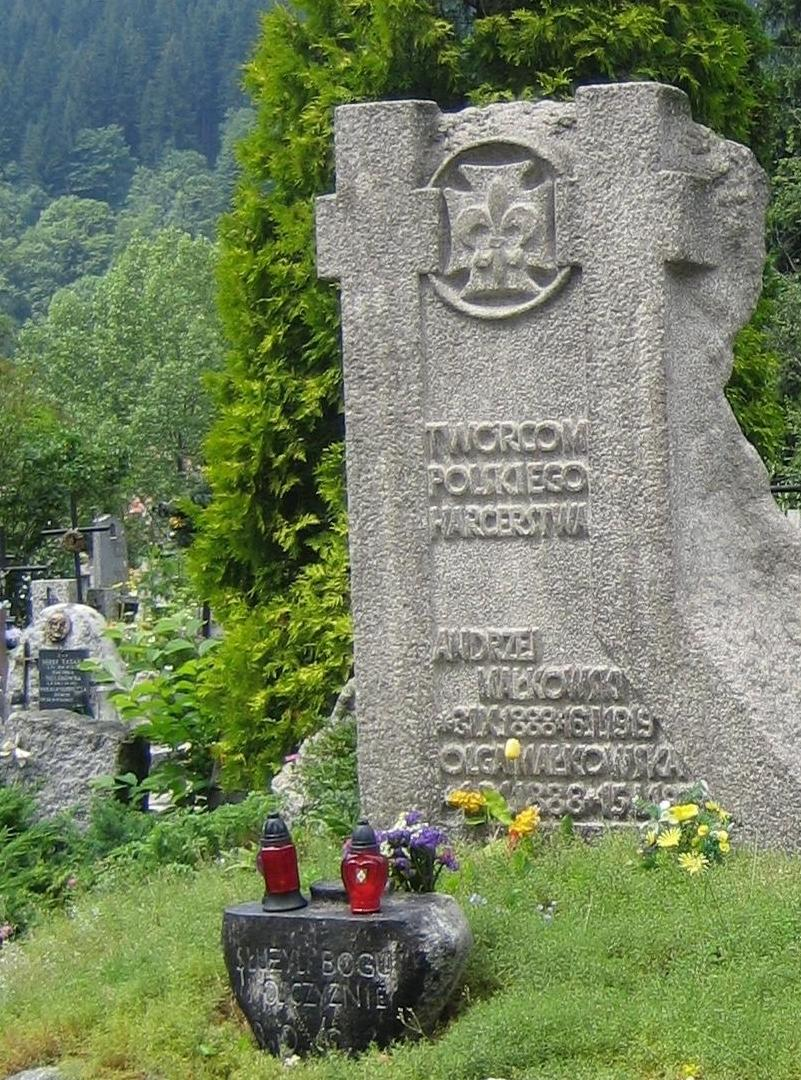
Pomnik na grobie Andrzeja i Olgi Małkowskich na Nowym Cmentarzu w Zakopanem
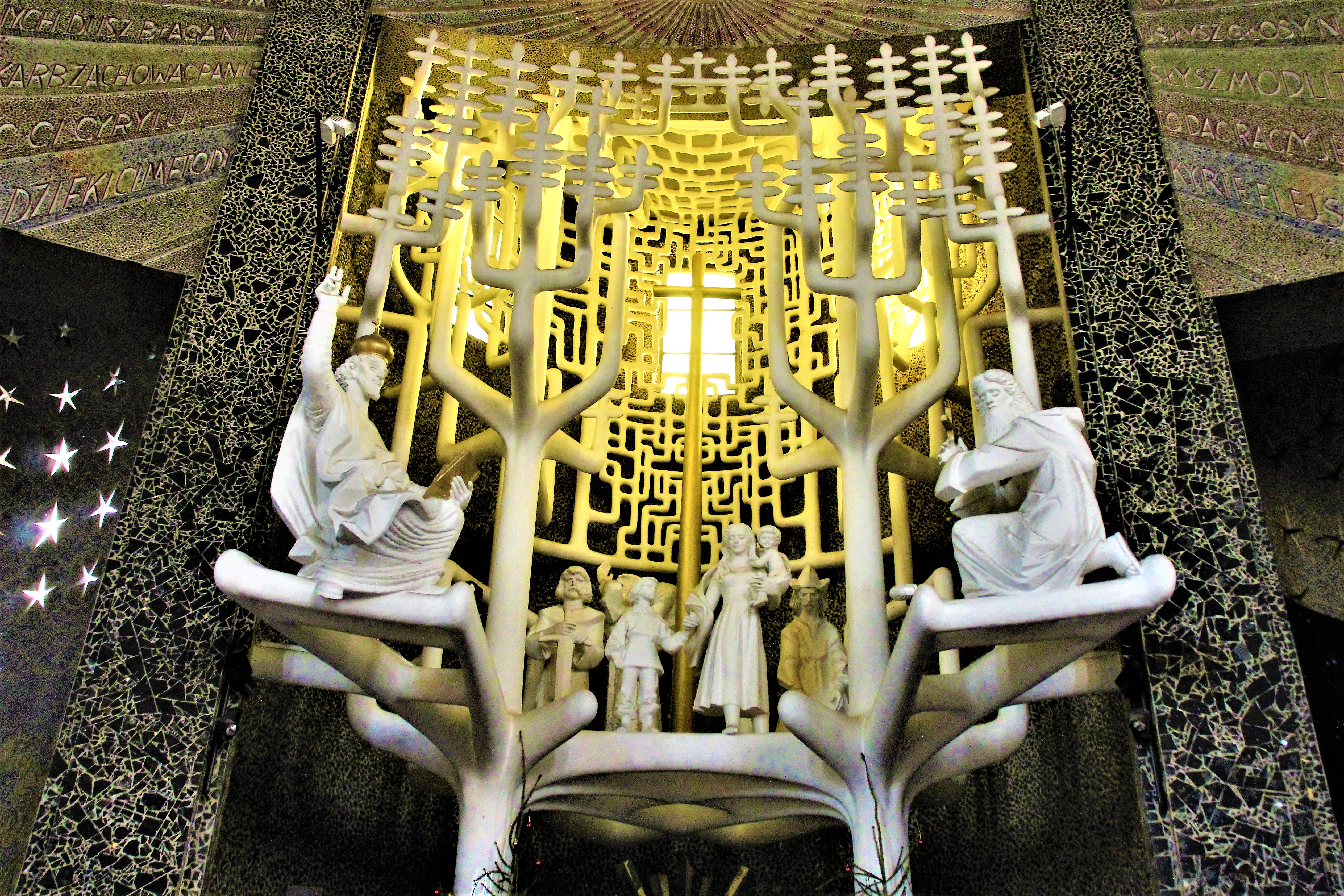
Ołtarz w kościele św. Cyryla i Metodego w Knurowie
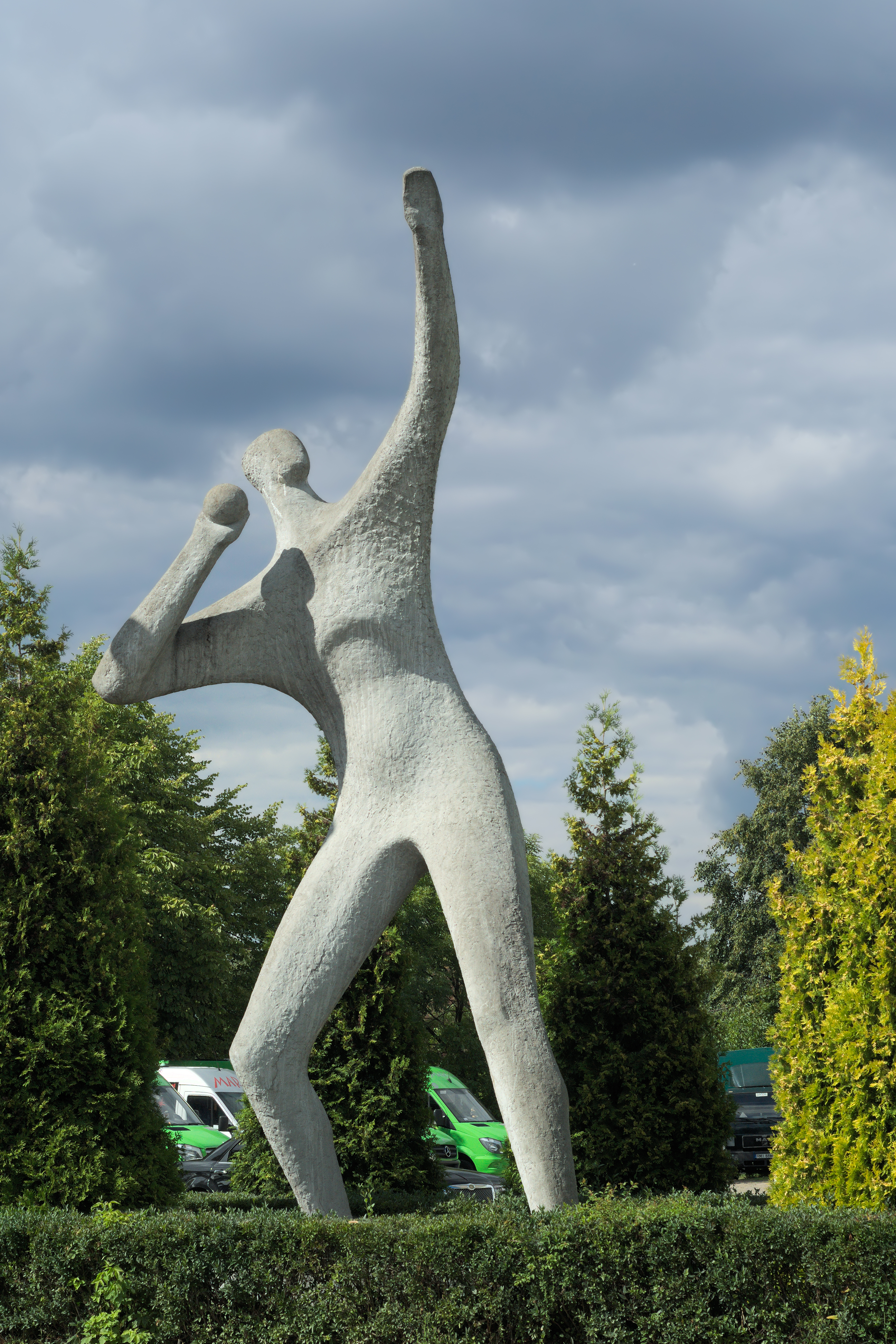
Miotacz w Mielcu
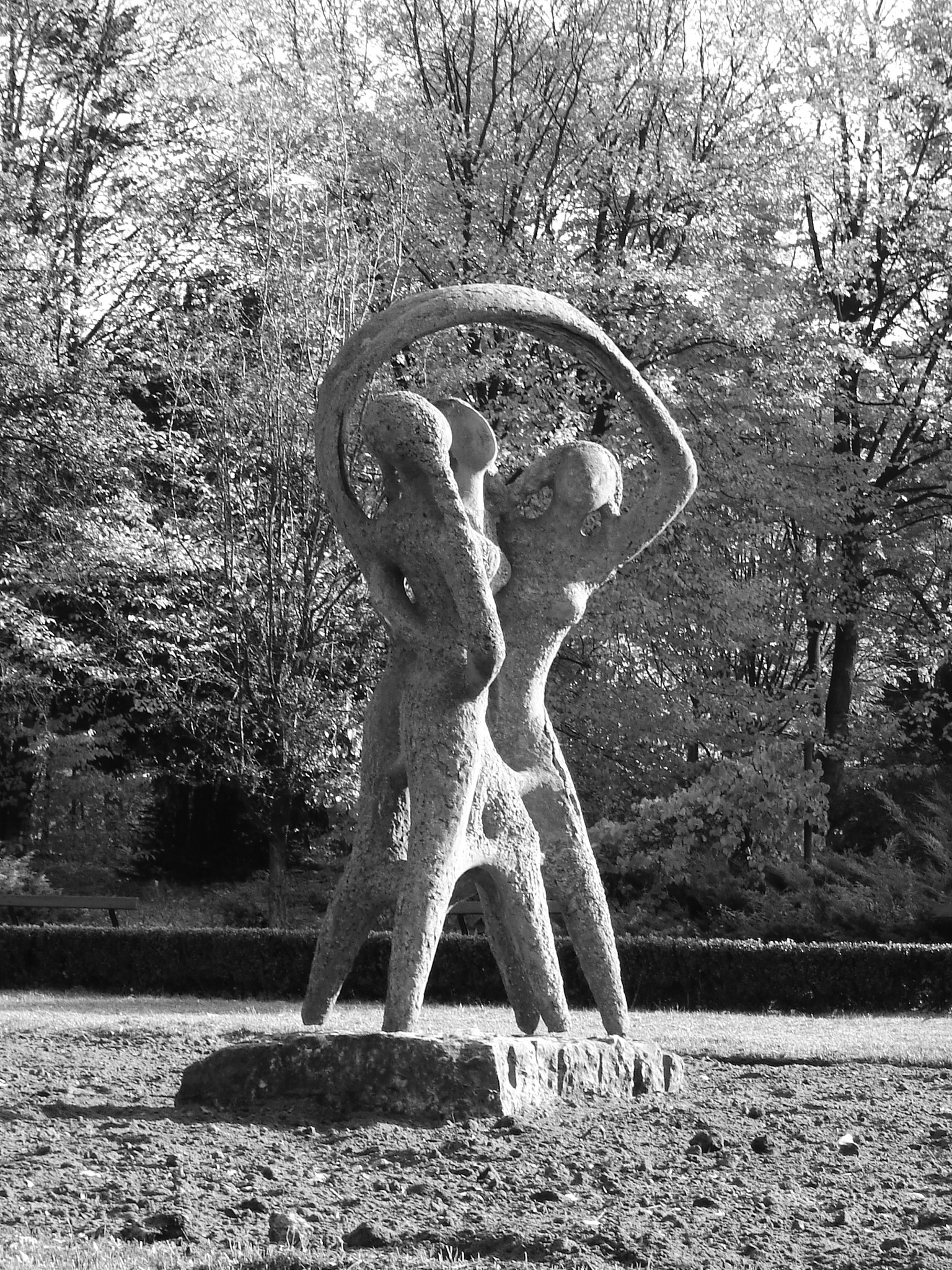
Wakacje (Park Źródliska w Łodzi)
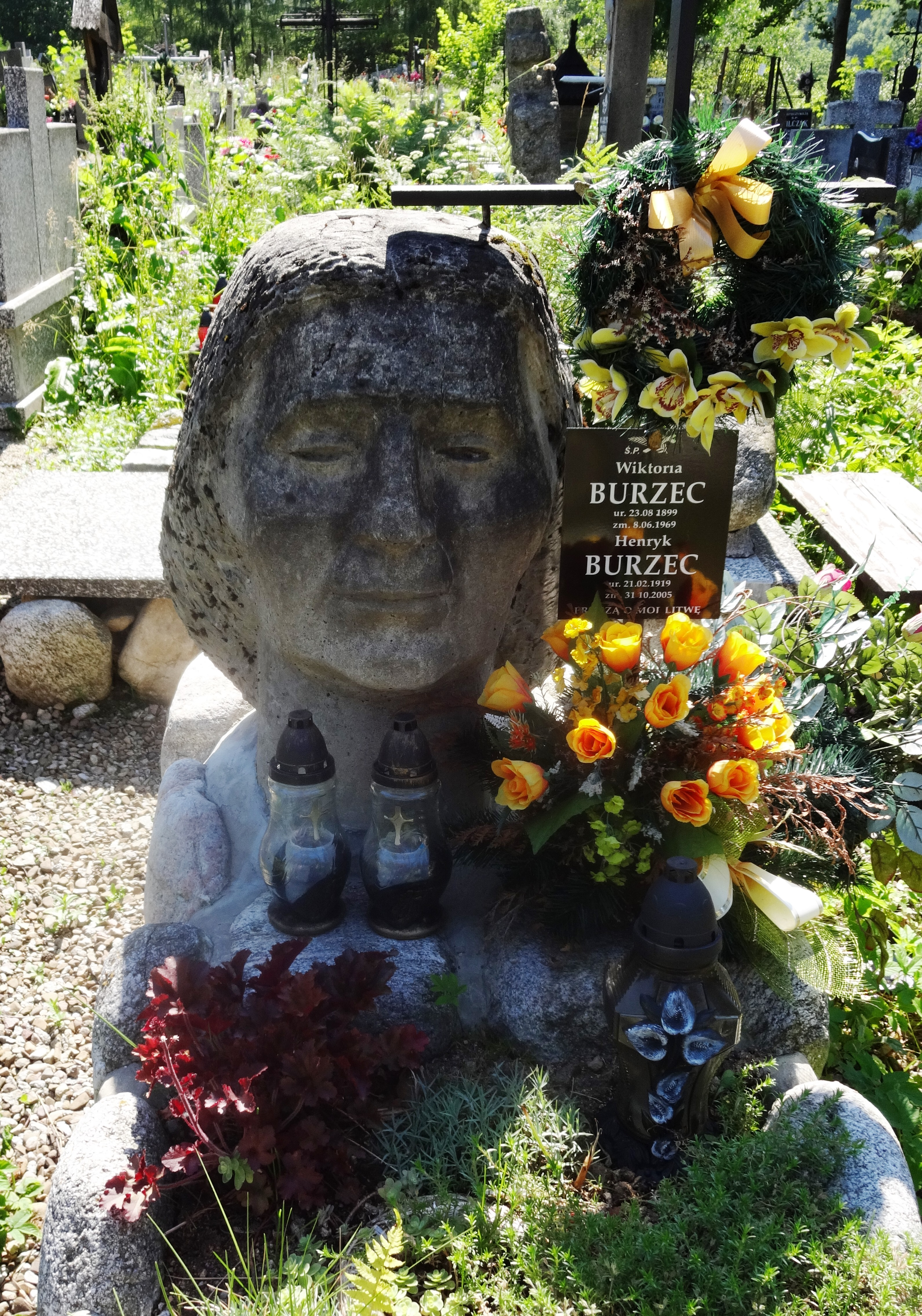
Grób Wiktorii i Henryka Burzców na Nowym Cmentarzu w Zakopanem